# Ophrestia unifoliolata
Ophrestia unifoliolata là một loài thực vật có hoa trong họ Đậu. Loài này được (Baker f.) Verdc. miêu tả khoa học đầu tiên.